# Bourkou Louise Kabo
Pour les articles homonymes, voir Kabo (homonymie).
Bourkou Louise Kabo, née le 5 juillet 1934 à Fort-Archambault et morte le 13 juin 2019 à N'Djamena, est une femme politique tchadienne. Elle est la première femme élue à l'Assemblée nationale du Tchad.

## Biographie
Kabo est née en 1934 à Sarh (Fort-Archambault, à l'époque) au sud du Tchad. Sa famille est issue du peuple Saras et elle est musulmane. Son père, Zara Lawassi, travaille aux postes et télécommunications et milite au Rassemblement démocratique africain (RDA), mais il meurt 40 jours après sa naissance. Sa mère, Koutou Kilagui, travaille comme commerçante et conduit Kabo à N'Djaména afin qu'elle puisse être instruite. Kilagui est critiquée par certains de ses amis pour avoir inscrit sa fille dans une école française, mais elle insiste pour que son enfant reçoive une bonne éducation, ses quatre autres enfants étant morts. Elle est morte en 1942, et les frais de scolarité de Kabo sont payés par la famille élargie, en souvenir de cette mère.
Sa tante est femme de ménage d'un officier colonial. Accusée d'avoir volé une montre, elle est battue par les gardiens et dépouillée de ses vêtements, devant la jeune Kabo. Son oncle est tué par le gouvernement, après avoir été roué de coups. Ces violences la touchent profondément. Après l'école primaire, elle fréquente l'école à Moundou. Là, elle fait la connaissance d'une Française, Jeanne Vial, qui offre de lui payer un séjour en France pour y continuer ses études. Cependant, le gouverneur de la colonie Marie-Jacques Rogue (de novembre 1943 à avril 1945) ne lui permet pas de quitter le Tchad. En 1951, elle épouse Julien Djasgaral et ont sept enfants. Elle devient la première femme tchadienne à enseigner dans les écoles où la langue principale d'enseignement est le français, et s'engage politiquement. Mais son époux désapprouve ce militantisme politique. Ils divorcent finalement.
Elle rejoint le Parti progressiste tchadien. Ses origines saras facilitent son entrée en politique. Elle est retenue pour être présentée aux élections du parlement en 1962. Elle devient, cette année-là, la première femme élue au parlement du Tchad,,. Après la dissolution du parlement par le président Tombalbaye en 1963, elle visite en 1964, avec un collègue du PPT, Kaltouma Nguembang, les États-Unis, Israël et Madagascar. Elle recrute également des enseignants de sexe féminin dans des voyages à travers le Tchad rural. Son deuxième mari, Alphone Ndoyengar Nodjimbang, est nommé secrétaire de l'éducation par Tombalbeye.
Elle refuse de soutenir le président Tombalbaye sur la révolution culturelle et sociale tchadienne qu'il veut mettre en œuvre au début des années 1970, un mouvement en partie calqué sur celui impulsé par Mobutu Sese Seko en République démocratique du Congo. À la suite de son assassinat en 1975, elle travaille au ministère de l'Éducation jusqu'en 1977.
En 1979, lors de la guerre civile au Tchad, elle s'enfuit loin de Doba, perdant tous ses biens. En 1982, elle quitte le pays pour la République centrafricaine lors de l'arrivée au pouvoir d'Hissène Habré, et travaille comme commerçante et enseignante à Bangui. En 1987, elle part pour la France en tant que réfugiée politique. Elle s'y consacre à l'éducation des personnes handicapées. Elle retourne au Tchad en 1991, à la suite du renversement d'Hissène Habré par Idriss Deby. Là, elle sert en tant que députée au parlement de 1991 à 1995, ainsi que déléguée à la convention constitutionnelle. Elle se fait porte-parole contre l'excision et les mariages d'enfants, appelant à un âge minimum de 18 ans pour se marier. Elle fonde également une section Special Olympics, y agissant comme présidente après l'an 2000. Elle meurt le 13 juin 2019 à l'âge de 85 ans